# Petäjäsaari (ö i Finland, Norra Karelen, Joensuu, lat 62,68, long 29,05)
Petäjäsaari är en ö i Finland. Den ligger i sjön Sysmäjärvi och i kommunen Outokumpu i den ekonomiska regionen  Joensuu ekonomiska region  och landskapet Norra Karelen, i den sydöstra delen av landet, 300 km nordost om huvudstaden Helsingfors. Öns area är 0,6 hektar och dess största längd är 160 meter i nord-sydlig riktning.